# Посольство Бориса Брянцева
Посольство Бориса Брянцева было отправлено по указу Петра I в Казахскую степь 21 января 1718 года. Участники посольства Борис Брянцев, Яков Тарыштин и Кабай Мамеев на встречах с ханами Абулхайром (5 мая) и Кайыпом (25 июня) обсуждали вопросы развития торговых связей с Россией, возможности создания военного союза против джунгар.